# Zealeuctra
Zealeuctra is een geslacht van steenvliegen uit de familie naaldsteenvliegen (Leuctridae). De wetenschappelijke naam van het geslacht is voor het eerst geldig gepubliceerd in 1952 door Ricker.

## Soorten
Zealeuctra omvat de volgende soorten:
- Zealeuctra arnoldi Ricker & Ross, 1969
- Zealeuctra cherokee Stark & Stewart, 1973
- Zealeuctra claasseni (Frison, 1929)
- Zealeuctra fraxina Ricker & Ross, 1969
- Zealeuctra hitei Ricker & Ross, 1969
- Zealeuctra narfi Ricker & Ross, 1969
- Zealeuctra stewarti Kondratieff & Zuellig, 2004
- Zealeuctra talladega Grubbs, 2005
- Zealeuctra wachita Ricker & Ross, 1969
- Zealeuctra warreni Ricker & Ross, 1969